# Любомир Димов
Любомир (Любен) Димов е български инженер, професор и политик.

## Биография
Роден е на 31 март 1909 година в търновското село Недан. През 1927 година завършва гимназия в Шумен и висше образование по земемерно инженерство в Бърно през 1931 година. 
През април 1935 г. Любомир Димов е началник на градоустройственото отделение в администрацията на варненския кмет Никола Димитров. Като секретар на Комитета по изграждане на парка-мавзолей на Владислав Варненчик, Димов работи с Антон Новак по плана за устройството на парковата част.  Избран е за секретар на БИАД – Варненски клон през 1936 г.
В периода 1941 – 1944 сътрудничи на съветското посолство и става ятак на партизаните. След 9 септември 1944 година е назначен от 
Комитет на ОФ за кмет на Варна, на който пост остава до април 1945 година.
По-късно става професор във Варненския университет. В различни периоди от време е председател на българо-полското дружество, комитета за мир и ръководител на Приморската популярна банка. През 1979 година става почетен гражданин на Варна.

## Публикации
- Кадастър на варненското землище / Любомир Димов - Варненски общински вестник - 01/05/1937, No. 2=3, 5 стр.